# 开放Web
开放Web（Open Web）运动拥护公开、合作、标准的万维网交流，反对私有、独占、专有的Web解决方案。
计算机科学家坦塔克·塞里克指出了开放Web的三个方面：
1. 以开放标准在网络上发布内容和应用程序
2. 编写和实现内容/应用程序所依赖的Web标准
3. 存取和使用内容/代码/网络应用/实现

- 开放Web标准即开放Web平台（英语：Open Web Platform）
- Mozilla基金會是开放Web的突出倡导者。
- 开放源代码促进开放Web，并从中受益。
- 开放获取与开放Web共享类似的哲学，着重于学术文章。
- 创作共用开发与开放Web相关的法律概念。